# 川村達郎
川村 達郎（かわむら たつろう、1980年6月20日 - ）は、長崎県出身のソフトテニス選手。日本代表。

## 来歴
長崎南山中学校-長崎南山高校-天理大学-岡山市役所 -宇部興産。
2003世界選手権代表予選に優勝し初代表。国際大会代表歴は2003,2004,2006,2007の4度、その内3度が予選会一位での自力出場。ポジションは前衛。

## 四大国際大会戦績
- 2003世界ソフトテニス選手権 - 国別対抗団体戦第三位　ダブルスベスト8（花田直弥・川村達郎）
- 2004アジアソフトテニス選手権 - 国別対抗団体戦第三位　ダブルスベスト8（花田直弥・川村達郎）ミックスダブルス三位（玉泉春美・川村達郎）
- 2006アジア競技大会　国別対抗団体戦優勝 - ダブルス第四位（花田直弥・川村達郎）
- 2007世界ソフトテニス選手権 - 国別対抗団体戦優勝　ダブルスベスト8（花田直弥・川村達郎）

## 主な戦績
- 2001天皇賜杯全日本ソフトテニス選手権大会 - 準優勝（東・川村）
- 2003天皇賜杯全日本ソフトテニス選手権大会 - 準優勝（花田・川村）
- 2004天皇賜杯全日本ソフトテニス選手権大会 - 準優勝（花田・川村）
- 2006天皇賜杯全日本ソフトテニス選手権大会 - 三位（花田・川村）
- 2009天皇賜杯全日本ソフトテニス選手権大会 - ベスト8（鬼頭・川村）
- 2010天皇賜杯全日本ソフトテニス選手権大会 - 三位（鬼頭・川村）

- 2002全日本インドアソフトテニス選手権 - 準優勝（東・川村）
- 2003全日本インドアソフトテニス選手権 - 準優勝（関根・川村）
- 2004全日本インドアソフトテニス選手権 - 三位（花田・川村）
- 2005全日本インドアソフトテニス選手権 - 三位（花田・川村）
- 2011全日本インドアソフトテニス選手権 - 三位（鬼頭・川村）